# Bernd Busemann

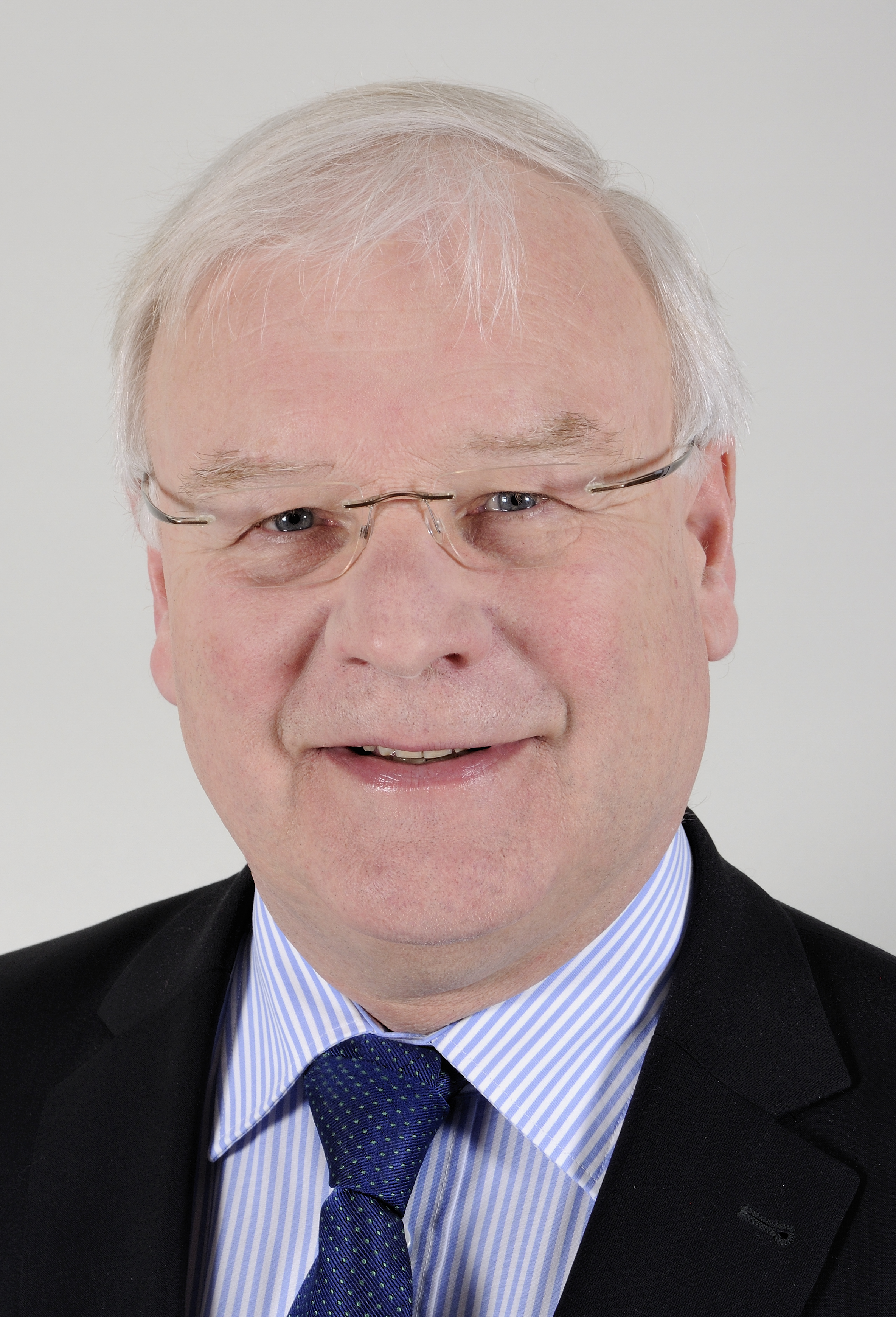
Bernd Busemann (2013)

Bernd Busemann, auch Bernhard Busemann, (* 5. Juni 1952 in Dörpen, Landkreis Emsland) ist ein deutscher Politiker (CDU). Von 1994 bis 2022 war er Mitglied des Niedersächsischen Landtages. Vom 19. Februar 2013 bis zum 13. November 2017 war er Präsident des 17. Niedersächsischen Landtags und im Anschluss bis zum 7. November 2022 Vizepräsident des 18. Landtags. Zuvor war er von 2003 bis 2008 niedersächsischer Kultusminister und anschließend von 2008 bis 2013 niedersächsischer Justizminister.

## Leben

### Ausbildung und Beruf
Busemann besuchte die Volksschule in Dörpen, machte dann im Jahr 1972 am Gymnasium Papenburg sein Abitur. Es folgten zwei Jahre als Zeitsoldat in Buxtehude. Anschließend nahm er ein Studium der Rechtswissenschaften an der Universität zu Köln auf. Seit dem zweiten Staatsexamen im Jahr 1982 ist er als Rechtsanwalt und seit 1985 als Notar tätig.

### Politik

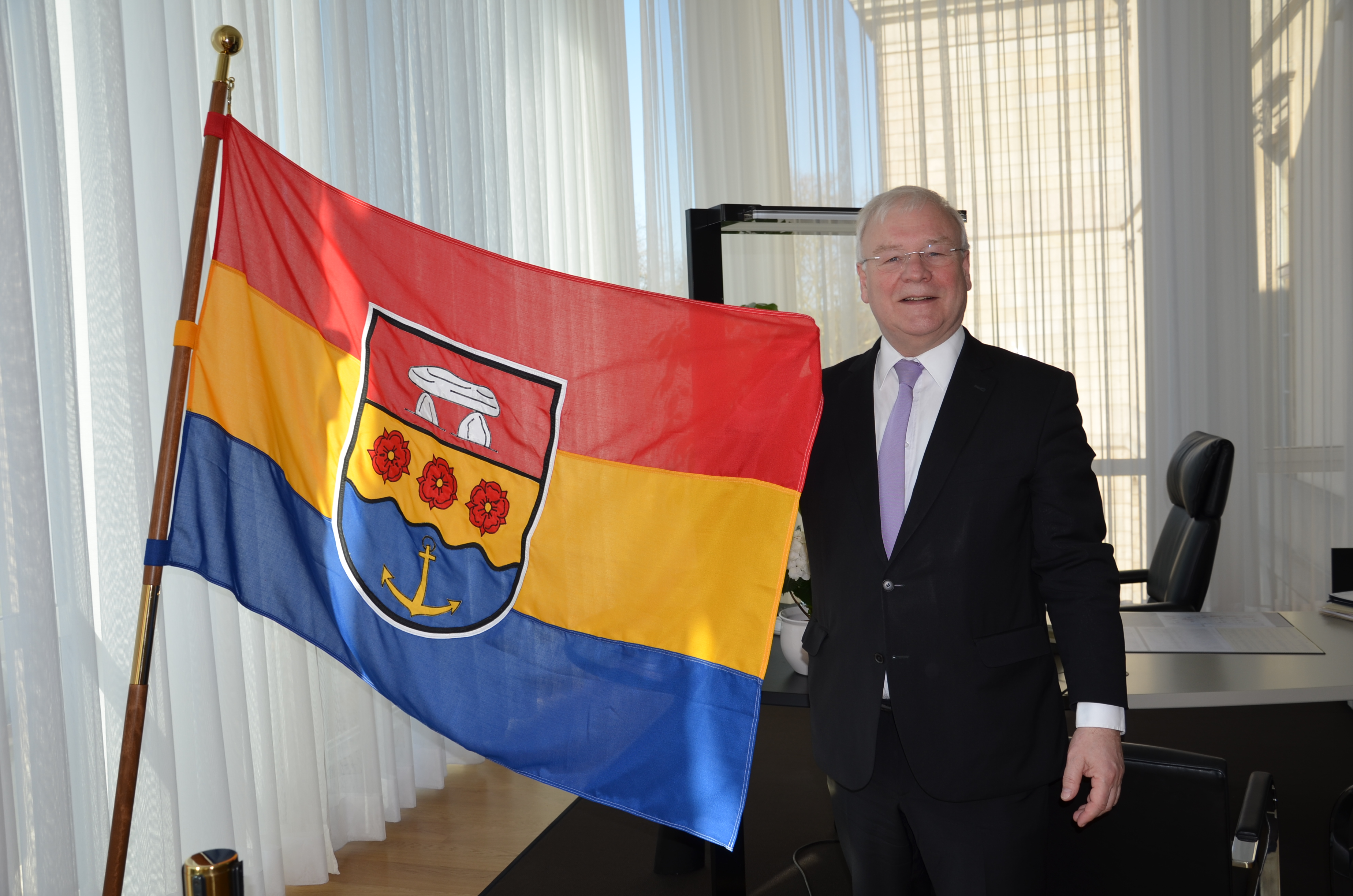
Bernd Busemann in seinem Landtagsbüro mit der Flagge des Landkreises Emsland, 2014

Busemann ist seit 1971 Mitglied der CDU. Seit 1987 ist er Vorsitzender des Kreisverbandes Aschendorf-Hümmling. Von 1994 bis 2022 war er Mitglied des Niedersächsischen Landtages, in dem er stets als direkt gewählter Abgeordneter den Wahlkreis 82 Papenburg vertrat. Von 1998 bis 2003 war er stellvertretender Vorsitzender der CDU-Fraktion. Von März 2003 bis Februar 2008 war er Kultusminister des Landes Niedersachsen. Nach der für CDU und FDP erfolgreichen Landtagswahl 2008 übernahm Busemann das Amt des Justizministers von Elisabeth Heister-Neumann, die seine Nachfolge antrat und Kultusministerin wurde. Nach der verlorenen Landtagswahl in Niedersachsen 2013 schied er mit dem Abtritt des Kabinett McAllister und dem Amtsantritt des Kabinett Weil I aus dem Amt.
Am 5. Februar 2013 wurde Busemann von der CDU-Landtagsfraktion zum Kandidaten für das Amt des Landtagspräsidenten nominiert (Nachfolge von Hermann Dinkla). Er setzte sich mit 35 zu 19 Stimmen gegen seine Parteikollegin Astrid Vockert durch. Da die CDU trotz der verlorenen Wahl weiterhin die stärkste Fraktion stellt, war grundsätzlich von einer Wahl Busemanns bei der konstituierenden Sitzung des Landtags am 19. Februar ausgegangen worden. Allerdings waren hierfür Stimmen aus dem Mehrheitslager von SPD und Grünen nötig. Nachdem Busemann am 5. Februar 2013 alkoholisiert am Steuer seines Dienstwagens erwischt wurde und bei Bekanntwerden zwei Tage später dennoch an seiner Kandidatur festhielt, ließen SPD und Grüne zunächst offen, ob sie ihn bei der Wahl auch tatsächlich unterstützen würden. Wenig später signalisierte die SPD ihre Zustimmung, die Grünen hielten sich weiter bedeckt. Bei der konstituierenden Sitzung des 17. Niedersächsischen Landtages am 19. Februar 2013 wurde Busemann schließlich mit großer Mehrheit zum Landtagspräsidenten gewählt, einige Abgeordnete der Grünen stimmten mit Nein. Ab dem deutlichen Wahlsieg der SPD als stärkste Partei bei der Landtagswahl im November 2017 bis zum Ende der Legislaturperiode und seinem Ausscheiden aus dem Landtag im November 2022 war Bernd Busemann Vizepräsident des niedersächsischen Landtages. Bei der Landtagswahl 2022 trat er nicht wieder an.

### Privates
Busemann und seine Ehefrau Ilse-Marie haben zwei Adoptivtöchter.

## Positionen

### Auflösung der Landeszentrale für politische Bildung
Auf seine Initiative hin als Kultusminister hat das Kabinett der Niedersächsischen Landesregierung unter Ministerpräsident Christian Wulff beschlossen, die Niedersächsische Landeszentrale für politische Bildung zum 31. Dezember 2004 aufzulösen. Diese Entscheidung hat bundesweit Empörung und Forderungen nach Rücknahme des Beschlusses ausgelöst, allerdings ohne Erfolg.
Als Nachfolgeorganisation für das Referat 'Gedenkstättenarbeit und Aufarbeitung des Nationalsozialismus und seiner Folgen' der Landeszentrale hat der Niedersächsische Landtag am 18. November 2004 mit einem eigenen Gesetz die Gründung der Stiftung niedersächsische Gedenkstätten (GedenkStG) beschlossen.

### Haftentschädigungen
Im Jahr 2008 wurde Busemann von der FAZ befragt, was er von der von Anwaltsverbänden geforderten Erhöhung der Entschädigung für teils jahrelang unschuldig inhaftierter Bürger halte. Entsprechenden Fällen begegnen manche Bundesländer laut FAZ mit „kalter fiskalischer und juristischer Logik“. Zu dieser Einschätzung kam der Artikel durch Busemanns Position, denn er erklärte: „Ich streite nicht ab, dass die Haftentschädigung in Einzelfällen zu unbefriedigenden Lösungen führt“, er könne sich aber allenfalls eine Erhöhung um einige Euro vorstellen. „… unbefriedigende Situationen sind dem Recht immanent.“ Die Forderung nach einer Erhöhung auf hundert Euro pro Tag in Haft hält Busemann daher „geradezu für abstrus“.

### Castor-Transporte
Nach den massiven Protesten gegen den Castor-Transport nach Gorleben im November 2010 forderte Busemann in der Diskussion um die Verteilung der Kosten des Polizeieinsatzes, die Demonstranten zur Kasse zu bitten. „Wer durch eine Sitzblockade einen hoheitlich genehmigten Transport behindert und dadurch einen Schaden verursacht wie etwa Mehrkosten für den Polizeieinsatz, der darf nicht von vornherein straffrei bleiben“, sagte er der FAZ. Während der bayerische Innenminister Joachim Herrmann (CSU) ihm beipflichtete, kritisierte ihn die Grünen-Vorsitzende Claudia Roth für eine Kriminalisierung der Demonstranten: „Demonstrationen sind das Grundnahrungsmittel der Demokratie.“

### Sicherungsverwahrung
Nachdem der Europäische Gerichtshof für Menschenrechte Anfang 2010 die nachträgliche Sicherungsverwahrung in Deutschland erneut für menschenrechtswidrig erklärt hatte, entgegnete Busemann: „Der Niedersachse bleibt stur. Ich lasse keinen raus.“

### Vergewaltigungen im Jugendstrafvollzug
Als im August 2012 eine Studie des Kriminologischen Forschungsinstituts Niedersachsen veröffentlicht wurde, die für Insassen des Jugendstrafvollzugs die Wahrscheinlichkeit, innerhalb eines Monats vergewaltigt zu werden, mit sieben Prozent angibt, meinte Busemann, er könne dieses Ergebnis „gut akzeptieren“ und sagte: „Ein Knast ist eben keine Mädchenpension.“ Der die Studie leitende Kriminologe Christian Pfeiffer erklärte zu deren Ergebnis: „Das ist eine Horrorquote. Wir haben ja nicht nach einem Jahr gefragt“.

### Adoptionsrecht für gleichgeschlechtliche Paare
Im August 2012 lehnte Busemann ein von Bundesjustizministerin Sabine Leutheusser-Schnarrenberger (FDP) vorgeschlagenes generelles Adoptionsrecht mit Verweis auf das Kindeswohl ab. Er betonte hierbei, das Wohl des Kindes müsse Vorrang vor dem Willen des Paares haben, da Kinder gleichgeschlechtlicher Paare Stigmatisierungen und Mobbing zu befürchten hätten. Darüber hinaus sei das Vorhandensein von Vater und Mutter für die „Erziehung und Persönlichkeitsentwicklung der Kinder von besonderer Bedeutung“. Er respektiere die Entscheidung von Menschen, „in anderen Formen der Partnerschaft ihren Lebensentwurf zu verwirklichen“. Eine „undifferenzierte Gleichstellung mit der Ehe zwischen Mann und Frau“ lehne er aber ab. Der Lesben- und Schwulenverband (LSVD) nannte Busemanns Argumentation unverantwortlich, Mitglieder der Linken und der Jungen Liberalen warfen ihm in Folge Diskriminierung vor.

### Vorratsdatenspeicherung
Busemann ist ein Befürworter der Vorratsdatenspeicherung. Nachdem das Bundesverfassungsgericht die ursprüngliche Regelung für verfassungswidrig und damit nichtig erklärt hatte, erläuterte er im August 2012, allein im Jahr 2010 habe es 3000 Verfahren wegen Kinderpornografie gegeben, im Jahr danach nur noch die Hälfte. Die Zahl der Straftaten in diesem Bereich sei jedoch nicht zurückgegangen, man könne sie nur nicht mehr verfolgen. „Wir dürfen nichts machen, das kann ich nicht akzeptieren“. Aus Busemanns Sicht sei durch die „Datenlücke“ auch der sogenannte Enkeltrick „ein Volkssport“ geworden; eine Betrugsmasche, der vor allem ältere Menschen zum Opfer fallen. Roland Zielke, Landtagsabgeordneter des Koalitionspartners FDP, wies die Kritik Busemanns zurück: „Die Pläne der CDU gehen zu weit“. Eine Datenspeicherung über sechs Monate hinaus bringe nachweislich keine höhere Aufklärungsquote, zudem gebe es die Gesetzeslücke bereits seit 2010.

### Alkohol im Straßenverkehr
Im Dezember 2010 forderte Busemann, die Grenze für den Alkoholgehalt im Blut von 0,5 auf 0,3 Promille zu senken. Außerdem sprach er sich für die Abschaffung des Richtervorbehalts bei Blutproben aus. Im Februar 2013 wurde er selbst mit rund 0,9 Promille beim Fahren seines Dienstwagens erwischt. Busemann beteuerte, er selbst habe sich nach einem Kneipenbesuch für noch fahrtüchtig gehalten. Er entschuldigte sich daraufhin öffentlich: „Der Vorfall ist mir peinlich, es tut mir außerordentlich leid“.

### Antikorruptionsrichtlinie
Als Justizminister und als Landtagspräsident hat Busemann wiederholt erklärt, dass er für eine Verschärfung des Straftatbestands der Abgeordnetenbestechung eintrete. Die 2003 unterzeichnete UN-Konvention gegen Korruption kann von Deutschland bisher nicht ratifiziert werden, da nur Stimmenkauf von Abgeordneten strafbar ist, nicht aber die Beeinflussung von politischen Entscheidungen durch geldwerte Vorteile. Busemann begrüßte daher am 9. April 2013 den Kurswechsel im Rechtsausschuss des Deutschen Bundestages, der eine baldige Verschärfung des Straftatbestandes möglich macht.